# Lessertia phillipsiana
Lessertia phillipsiana är en ärtväxtart som beskrevs av Burtt Davy. Lessertia phillipsiana ingår i släktet Lessertia och familjen ärtväxter. Inga underarter finns listade i Catalogue of Life.